# 第5次ヴァル・ファジュル作戦
第5次ヴァル・ファジュル作戦（だいごじヴァル・ファジュルさくせん）は、イラン・イラク戦争中、イラン軍によるイラク・マイサーン県に対する攻勢作戦である。

## 概要
イラン軍はイラクの大動脈であるバスラ街道を遮断すべく、ハウイザ湿原を通過しての攻勢作戦を実施した。

## 攻撃
1984年2月15日払暁、イラン軍はハウイザ湿原をゴムボートを用いて進撃を開始。要所においてヘリコプターや輸送機による補給を受けて、イラク領アル・クルナを目指した。湿地帯という特性上、戦闘の主体は歩兵となり、この際日本製のブルドーザー、携帯発電機、トランシーバーなど民生品を使用するようになっていた。実際に1983年から小松製作所製の建設機械のイランへの輸入が急増しており、これらが工兵部隊のみならず、ドーザー・ブレードを歩兵の盾代わりに使用した。戦車に比べて数十分の一の費用で済み、操縦も簡単、故障も少ないことでイラン軍歩兵にとっては少なからぬ恩恵を受けることとなった。